# Михаил Шкартов
Михаил Иванов (Йованов) Шкартов, известен и като Мишо, Мише Шкартов и с псевдоними като Азев, Дренски, Ив. Илков, е български революционер, тиквешки и солунски войвода на Вътрешната македоно-одринска революционна организация и по-късно член на Централния комитет на ВМРО (обединена).

## Биография

### Във ВМОРО и войните за национално обединение
Михаил Шкартов е роден на 14 февруари 1884 година в Кавадарци, тогава в Османската империя. Учи в Кавадарци и до VI клас в Солунската българска мъжка гимназия, където става член на ВМОРО. Учителства в Долни Порой, а след това в Кавадарци. Става член на Тиквешкия околийски революционен комитет през 1904 година. От октомври 1904 година е нелегален, четник при Добри Даскалов заедно с Йованче Попантов и Дончо Лазаров. През 1905 – 1908 година е четник при Яне Сандански.
След Младотурската революция от 1908 година е училищен инспектор в Тиквешко. През април 1909 година участва в похода към Цариград срещу султан Абдул Хамид II. Включва се в дейността на Народна федеративна партия (българска секция).
През 1912 година Михаил Шкартов е войвода във Велешко.
При избухването на Балканската война в 1912 година е доброволец в Македоно-одринското опълчение на Българската армия и служи в Партизанските отряди и в Щаба на опълчението.
През 1913 година е сред ръководителите на Тиквешкото въстание насочено срещу новата сръбска управа.

### Във ВМРО
След края на Първата световна война подкрепя Временното представителство на бившата ВМОРО.
Въпреки това влиза във ВМРО и от 1920 година е окръжен войвода и ръководител на Солунски революционен окръг, с 11 души четници. През 1924 година през юли участва като делегат на Струмишкия окръжен конгрес и е избран за запасен член на окръжния комитет. През декември 1924 година е делегат на Солунския окръжен конгрес и е избран за редовен член на окръжното ръководство. Делегат е на Шестия конгрес на ВМРО от 7 – 11 февруари 1925 година. През пролетта на 1925 година преминава във Вардарска Македония като тиквешки войвода заедно със Силко Цветков, Александър Протогеров и Стефан Алабаков. През есента на 1925 година води сражение при река Лековица, Радовишко, в което загива секретарят на четата му Васил Ихчиев.
След убийството на генерал Александър Протогеров през 1928 година заедно с войводите Мицо Чегански, Димитър Димашев, Георги Гевгелийски, Борис Изворски, Пандо Струмишки, Пандо Кицов, Георги Наков, Борис Козов, Тано Генерала, Христо Рутев, Иван Бабунски преминава на страната на Протогеровистите, оглавявани от Георги Попхристов и Петър Шанданов.

### Във ВМРО (обединена)
През януари 1930 година в неговото заведение е убит Спас Сарайски при пиянска свада. Шкартов заедно с Георги Гевгелийски бяга в Гюргево, където се среща с Филип Атанасов, Георги Занков и Петър Карчев и им заявява, че се присъединяват към ВМРО (обединена). Подписват протокол и резолюция и се връщат в България Шкартов заедно с Михаил Герджиков е начело на националреволюционното крило в организацията, което се противопоставя на комунистическото.
Участва на помирителната Цариградска конференция на ВМРО (обединена) от 1930 година и влиза в състава на Централния комитет като член на Временното ръководство в България.
По нареждане на Иван Михайлов през 1931 година се оттегля от активна политическа и революционна дейност, заедно с Кирил Пърличев и Георги Попхристов.
През 1933 година е задържан в Карловския изолационен лагер. Тук с него са Блаже Видов, Перо Шанданов, Мице Чегански и Петър Трайков.
Умира в София на 25 юни 1936 година.
На 13 април 1943 година вдовицата му Аспасия, на 52 години, родена в Прилеп и жителка на София, подава молба за българска народна пенсия, която е одобрена и отпусната от Министерския съвет на Царство България.